# Disparition du 52-534
La disparition du 52-534 est un incident aérien survenu pendant la guerre froide au cours duquel un Boeing B-47 Stratojet de l'armée de l'air américaine a disparu au-dessus de la mer Méditerranée le 10 mars 1956, lors d'une mission de routine. Malgré d'importants efforts de recherche, aucun reste de l’appareil n'a été retrouvé. L'équipage a été déclaré mort.

## Vol
Le 10 mars 1956, un Boeing B-47 Stratojet, d’indicatif d'appel Inkspot 59, du 306th Bombardment Wing/369th Bomb Squadron, décolle de la base aérienne de MacDill, en Floride, pour un vol sans escale vers la base aérienne de Ben Guerir, au Maroc. L’avion réalise le premier des deux ravitaillements aériens prévus sans incident. Cependant, après avoir perdu de l’altitude, en traversant des nuages au sud-ouest d'Oran, pour commencer le deuxième ravitaillement à 4,300 mètres de hauteur, le 52-534 a cessé toute communication avec l'avion ravitailleur KC-97.
L'avion transportait deux capsules d’armes nucléaires dans des caisses de transport, une détonation n’était donc pas possible.

## Conséquences

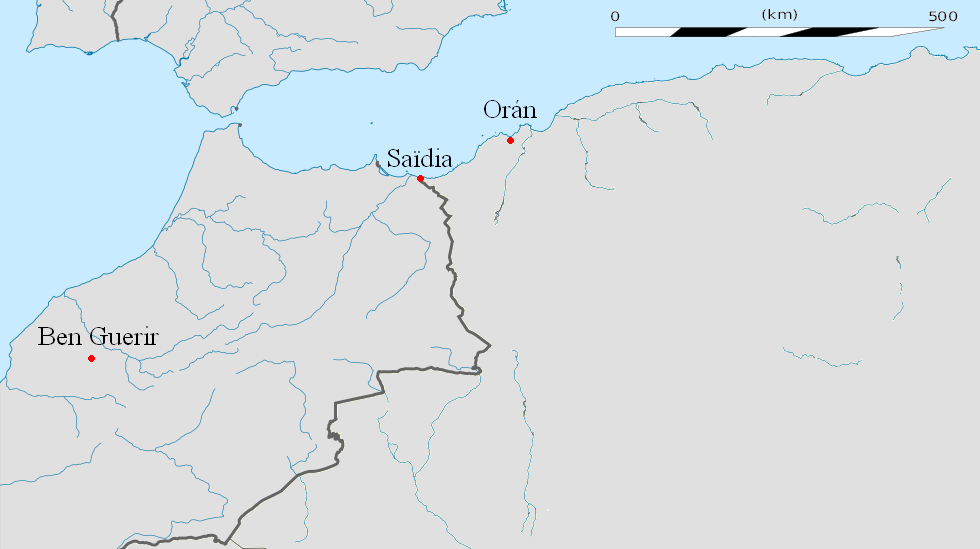
Localisation de la base aérienne de Ben Guérir, Saïdia et Oran

Une agence de presse française a rapporté que l'avion avait explosé dans les airs au nord-est de Saïdia, soit à sa dernière position connue. Après une recherche exhaustive, aucun vestige de l'appareil n'a pu être localisé. Le lieu exact de sa disparition n'a jamais été établi ,.
L'équipage ci-dessous a été déclaré mort :
- Capitaine Robert H. Hodgin, 31 ans, commandant
- Capitaine Gordon M. Insley, 32 ans, observateur
- Sous-lieutenant Ronald L. Kurtz, 22 ans, pilote